# Гоблінкор
Гоблінкор (англ. Goblincore, також іноді ґоблінкор) — естетика, натхненна фольклором гоблінів, зосереджена на оспівуванні природних елементів, які зазвичай вважаються менш красивими за загальноприйнятими нормами, наприклад, ґрунтові тварини та вживані предмети.

## Естетика
Секонд-хенд і ощадливість займає велике місце в моді гоблінкору, часто з акцентом на комфорт і з коричневими, зеленими та суперечливими кольорами. Естетика часто містить образи природних істот, таких як змії, жаби, равлики, дощові черв'яки, скелети тварин, а також грибів та рослин, таких як мох. Журналістка Сабріна Фарамарзі заявила, що субкультура — це «хаос, бруд і ґрунт».
Також відзначається, що прихильники естетики збирають блискучі предмети, подібно до фольклорних гоблінів, такі як срібні вироби, маленькі прикраси та монети. Субкультура була описана як пов'язана з максималізмом і ескапізмом. Альтернативні назви, які також використовуються для субкультури, включають краукор, брудкор, котеджгот і фералкор.

## Історія
Вважається, що Goblincore з'явився в онлайн-спільнотах у 2010-х роках, зокрема на Tumblr і TikTok, при цьому Аманда Бреннан заявила, що він «почав розвиватися навесні 2019 року і набрав повну силу в 2020 році, коли люди натрапили на нього під час пандемії».
Компанія електронної комерції Etsy повідомила про збільшення пошукових запитів, пов'язаних із гоблінкором, на 695 % у червні 2021 року.

## Сприйняття у суспільстві
Субкультура була описана як антиспоживацька, а письменник Морган Санг заявив, що «в максималістичному будинку гоблінкор декор знаходять або роблять власноруч, а не купують». Також було відзначено, що він має значну кількість прихильників ЛГБТ+, зокрема небінарних, із поширеною крилатою фразою «без статі, лише жуки».
Деякі[хто?] описували цю субкультуру як темнішого супутника котеджкор, при цьому Фарамарзі заявила, що «гоблінкор — це котеджкор для тих, хто насправді проводить час на природі, хто знає, що природа — це не освітлені сонцем пшеничні поля, а кострубаті ліси та хаотичні тварини».